# 1040
1040 (MXL) fue un año bisiesto comenzado en martes del calendario juliano.

## Acontecimientos
- Ponce I de Ampurias, hereda el Condado de Ampurias.
- Bagrat IV de Georgia toma Tiflis, la muerte del rey Hovhannes-Smbat III de Ani; Selyúcidas derrotan a los Gaznávidas en Dandanaqan.

## Nacimientos
- Alfonso VI de León,  rey de León y Castilla. Hijo de Fernando I de León
- Al-Mu'tamid, Rey de la taifa de Sevilla.

## Fallecimientos
- Nicéforo Dukiano, catapán bizantino de Italia.
- Alhazen Abu Ali al-Hasan Ibn Al-Haitham, matemático árabe.
- Hugo I de Ampurias, conde de Ampurias.
- Ezequías Gaón, último Gaón de la Academia babilónica de Pumbedita.